# Hover Force
Hover Force (aussi appelé Hover Force 3-D pendant son développement) est un jeu vidéo développé par Mattel Electronics, puis finalisé par Realtime Associates pour être édité par INTV en 1986 pour la console Intellivision,.

## Synopsis
Des terroristes héliportés attaquent la ville insulaire de New Seeburg. Heureusement, les civils ont pu être évacués à temps, mais l'ennemi continue à causer des millions de dollars de dégâts. Des incendies hors de contrôle ravagent l'île. Vous êtes un pilote de la Hover Force et disposez d'un hélicoptère de combat futuriste lourdement armé. Votre mission : détecter et traquer l'ennemi grâce à votre radar, détruire les aéronefs hostiles avec vos lasers, éteindre les incendies avec vos canons à eau.

## Développement
En 1983, plusieurs éditeurs de jeux vidéo sont approchés par Richard Steenblik, chercheur à l'Université de Géorgie travaillant sur un système d'anaglyphe baptisé ChromaDepth (ru), permettant la création d'images visibles en relief grâce à des lunettes munies de prismes. Après une séance d'essai, Mattel décide de faire une offre pour obtenir l'exclusivité du procédé et commence immédiatement le développement du jeu dans le plus grand secret pour éviter les éventuelles surenchères de ses concurrents. Le programmeur Steve Ettinger et le graphiste Joe Ferreira sont ainsi assignés au projet, nom de code Peach (« pêche », en référence au surnom de la Géorgie, l'« État de la Pêche ») et transférés dans un bureau verrouillé et sans fenêtre, rapidement surnommé « la Batcave » au sein du personnel de Mattel Electronics.
Le thème du jeu, un hélicoptère top secret puissamment armé, semble inspiré du film Tonnerre mécanique, sorti dans les salles un peu plus tôt.
Lorsque Mattel remporte la licence d'utilisation du procédé 3D, Ettinger et Ferreira peuvent sortir de leur repaire avec un jeu déjà bien avancé. Pendant ce temps, l'équipe de Dave Chandler a trouvé un moyen de produire des lunettes-3D à bas coût, ce qui permettrait de vendre le jeu en pack avec les lunettes au prix d'une cartouche normale,.
Un prototype de Hover Force 3-D est présenté au Consumer Electronics Show de janvier 1984. Même si le jeu y reçoit des critiques mitigées, le procédé tridimensionnel y fait beaucoup parler de lui,,. Si bien que Mattel envisage déjà de produire deux autres titres en 3D. Mais finalement, Mattel Electronics baisse le rideau quelques jours plus tard.
Quelque temps plus tard, INTV reprend l'activité d'édition de Mattel Electronics et confie la finalisation du jeu à Steve Ettinger, désormais passé chez Realtime Associates, sous la direction de Dave Warhol. Toutes les références à la 3D sont supprimées, INTV ne pouvant distribuer de lunettes avec le jeu. Le titre est ainsi changé en Hover Force. L'IA des hélicoptères ennemis est renforcée, pour rendre le gameplay un peu plus stratégique. Le jeu sort finalement en 1986. Les effets 3D sont toujours présents dans le jeu, et il est aujourd'hui possible d'en profiter en utilisant des lunettes ChromaDepth dont l'usage s'est démocratisé depuis la fin des années 1990,.
Le jeu contient plusieurs easter eggs et clins d'œil des programmeurs :
- le nom de la ville fictive où se déroule l'action, New Seeburg, vient des initiales du programmeur Steve E. Ettinger ;
- le modèle de l'hélicoptère, JAF-3000, vient des initiales du graphiste Joe Arthur Ferreira ;
- le mode de difficulté « Ranger » est un hommage aux Blue Sky Rangers, surnom de l'équipe de développement de Mattel Electronics ;
- appuyer sur 0 pendant l'écran titre affiche les crédits du jeu ;
- appuyer sur Reset en maintenant pressées les touches 2 et 3 sur la manette de gauche, et 2 et 6 sur celle de droite affiche un message de Steve Ettinger à l'attention de sa femme et ses enfants.

## Héritage
Hover Force est présent, émulé, dans la compilation Intellivision Lives! (en) sortie sur diverses plateformes, ainsi que dans A Collection of Classic Games from the Intellivision.
Le 14 juillet 2010, Hover Force est ajouté au service Game Room (en) de Microsoft, accessible sur Xbox 360 et PC.
Hover Force fait partie des jeux intégrés dans la console Intellivision Flashback, sortie en 2014.
En mai 2022, la cartouche Intellivision Collection 2 porte douze titres de l'Intellivision, dont Hover Force, sur les consoles Evercade.